# Melanomys caliginosus
Melanomys caliginosus és una espècie de mamífer rosegador de la família dels cricètids. Viu a Colòmbia, Costa Rica, l'Equador, Hondures, Nicaragua, Panamà i Veneçuela. S'alimenta de fruita, llavors i insectes. Els seus hàbitats naturals són els camps amb bardisses, els matollars secundaris i les vores dels boscos perennifolis i semicaducifolis. És una espècie en risc mínim, és a dir, no sembla que hi hagi cap amenaça significativa per a la seva supervivència.